# محمد مخلص
محمد مخلص (انگلیسی: Moha Moukhliss؛ زادهٔ ۶ فوریهٔ ۲۰۰۰) بازیکن فوتبال اهل اسپانیا است که در حال حاضر برای باشگاه فوتبال بارسلونا اتلتیک، به صورت قرضی از باشگاه فوتبال آندورا، بازی می‌کند.
از باشگاه‌هایی که در آن بازی کرده‌است می‌توان به باشگاه فوتبال آندورا اشاره کرد.

## دوران باشگاهی
محمد که در مادرید از پدر و مادر مراکشی به دنیا آمد، در سال ۲۰۱۰ در ده سالگی از سن بلاس به باشگاه فوتبال رئال مادرید پیوست. در ۲ سپتامبر ۲۰۱۹، او به مدت یک سال به تیم دوم باشگاه فوتبال سلتاویگو در سگوندا دیویسیون بی قرض داده شد.
مخلص اولین بازی خود را برای بزرگسالان در ۱۸ سپتامبر ۲۰۱۹ انجام داد و در یک پیروزی خانگی ۴–۲ مقابل باشگاه فوتبال ملیا شروع کرد و اولین گل بزرگسالان خود را در ۲ فوریه بعد با زدن گل تساوی در تساوی ۱–۱ خارج از خانه مقابل مارینو لوانکو به ثمر رساند. او در ۴ اوت ۲۰۲۰، پس از اینکه سلتا از بند خرید خود استفاده نکرد، به باشگاه فوتبال رئال مادرید کاستیا بازگشت، اما شانزده روز بعد با قراردادی چهار ساله به تیم دوم دیگری، باشگاه فوتبال رئال وایادولید پرومساس نقل مکان کرد.
در ۵ آوریل ۲۰۲۱، محمد با پیراهن شماره ۳۵ در ترکیب باشگاه فوتبال رئال وایادولید مقابل بارسلونا قرار گرفت. او در باخت ۱–۰ در ورزشگاه نیوکمپ به عنوان یک تعویض استفاده نشده باقی ماند.
در ۲۴ اوت ۲۰۲۲، محمد باشگاه فوتبال وایادولید را ترک کرد،و دو روز بعد با قراردادی سه ساله به تیم تازه‌وارد سگوندا دیویسیون، باشگاه فوتبال آندورا رفت. او اولین بازی حرفه ای خود را در ۹ اکتبر انجام داد و به عنوان یک تعویض نیمه دوم به‌جای روبن بوور در تساوی ۰–۰ خارج از خانه مقابل باشگاه فوتبال مالاگا وارد زمین شد.
در ۳۱ ژانویه ۲۰۲۳، محمد به باشگاه فوتبال بارسلونا اتلتیک قرض داده شد تا باقی مانده فصل ۲۰۲۲–۲۰۲۳ را در پریمرا فدراسیون بگذراند. در ۲۱ ژوئیه، قرارداد قرضی او برای یک سال دیگر تمدید شد.

## دوران ملی
وی همچنین در تیم‌های ملی فوتبال زیر ۱۷ سال اسپانیا و زیر ۱۹ سال اسپانیا بازی کرده‌است.